# Geschiedenis van Oostenrijk
De geschiedenis van Oostenrijk beschrijft de ontwikkeling van het Alpenland Oostenrijk, vanaf het Frankische Rijk tot vandaag. Het land ontstond rond het kerngebied Oostenrijk, wat vandaag de provincies Neder-Oostenrijk en Opper-Oostenrijk uitmaakt. Van hieruit breidde het land zich uit, binnen het Rooms-Duitse Rijk, maar ook ver daarbuiten tot in het huidige Roemenië en Oekraïne en de Balkan. De geschiedenis van het land is onlosmakelijk verbonden met het huis Habsburg.

## Prehistorisch
Het gebied van het huidige Oostenrijk was reeds in prehistorische tijden bewoond. Ten tijde van de Kelten (van 800 tot 400 voor Christus) ontstaat er een eerste koninkrijk, Noricum genaamd. Men spreekt dan ook van de Hallstattcultuur, die zich uitstrekte over grote delen van de Balkan.

## De Romeinen
Aan het begin van de christelijke jaartelling werd het gebied door de Romeinen opgenomen in hun wereldrijk. De Romeinen bouwden er steden en legden er wegen aan. De belangrijkste Romeinse nederzetting in Oostenrijk was Carnuntum (de hoofdstad van de Romeinse provincie Pannonia Superior)  in het tegenwoordige Niederosterreich.

## Van de Romeinen naar de Karolingen
Met het begin van de Grote Volksverhuizingen verdwijnt langzaamaan de Romeinse invloed in de landen aan de Donau. Vanaf de zesde eeuw vestigen de Bajuwaren zich in het gebied. Pas in de achtste eeuw is er opnieuw sprake van een sterk centraal gezag onder de Frankische heerser Karel de Grote. Deze richtte, voornamelijk om de uit het Oosten oprukkende Slaven en Avaren tegen te houden, een aantal buitenposten (marken) aan de oostflank van zijn rijk op. Een van deze buitenposten bevond zich in het huidige Niederösterreich. Met de nederlaag van het Beierse leengoed onder leiding van Markgraaf Leopold in de Slag bij Pressburg in 907, waarbij het grootste deel van de seculiere en kerkelijke adel in Beieren werd uitgeroeid, waren de oostelijke landen grotendeels verloren gegaan aan de Magyaren, die de politieke en religieuze organisatie van de Oost-Franken in de veroverde gebieden ontbonden en nieuwe structuren onder Magyaarse soevereiniteit bouwden. Pas na de Slag bij Lechfeld in 955 begon de herovering voor het Oost Frankische rijk onder de Liudolfingen, ook wel Ottonen) die later met de oprichting van de Marcha Austriae (Ostarrîchi) en de consolidatie van de grenzen werd voltooid. In 976 werd de Babenberger Leopold I van Oostenrijk markgraaf van de Beierse Marcha Austriae). In deze periode wordt voor het eerst de naam 'Ostarrachi', dat later 'Oostenrijk' zal worden, genoemd in een oorkonde.
Babenberg was een adellijke dynastie van Oostenrijkse markgraven en hertogen. Oorspronkelijk afkomstig uit Bamberg in het hertogdom Franken (het huidige Beieren), regeerden de Babenbergs de Keizerlijke markgraaf van Oostenrijk (Marcha Austriae) vanaf de oprichting ervan in 976 n. Chr. Tot aan de verandering tot een hertogdom, en vanaf dat moment tot het uitsterven van de linie in 1246. Na het uitsterven van het Babenberger-geslacht streden zowel Rudolf I van Habsburg en de koning van Bohemen om de macht. De uit Zwaben afkomstige Habsburgers wonnen de strijd en regeerden bijna 650 jaar lang over Oostenrijk. Centrum van het rijk was de Weense Hofburg.

## Markgraafschap, hertogdom, aartshertogdom (tot 1804)
- 791-907: Zie Avaarse Mark en Oostmark (Marcha Orientalis) van het hertogdom Beieren, wat zelf deel was van Oost-Francië
- 907-955: Overheersing gebied door Magyaren (Hongaren)
- 955-976: Terugverovering op Magyaren (Hongaren) door de Ottonen (Roomse keizers)
- 976-1156: Zie Markgraafschap Oostenrijk (Marcha Austriae), markgraafschap van het oosten  van het hertogdom Beieren, wat zelf deel was het Rooms-Duitse Rijk. De band met Beieren was erg zwak
- 1156-1453: Zie Hertogdom Oostenrijk binnen het groter geheel van het Rooms-Duitse Rijk

- 1453-1804: Zie Aartshertogdom Oostenrijk tot het einde van het Rooms-Duitse Rijk (1804). Het aartshertogdom werd het eerste vorstendom[1] van het Rooms-Duitse Rijk. De andere landen onder direct Oostenrijks bestuur van de Habsburgers waren zowel binnen het Rooms-Duitse Rijk als daarbuiten:
  - de Oostenrijkse erflanden met de oudste in Binnen-Oostenrijk
  - de westelijke gebieden in Voor-Oostenrijk
  - de Oostenrijkse Kreits, een groepering van landen in het Rooms-Duitse Rijk
  - tijdelijk in de 18e eeuw: de Oostenrijkse Nederlanden
  - andere landen: Kroonland Oostenrijk

## Keizerrijk Oostenrijk (1804-1867)
Het keizerrijk Oostenrijk ontstond in 1804 toen keizer Frans II van het Heilige Roomse Rijk zichzelf tot erfelijk keizer uitriep over de gebieden die tot de Habsburgse monarchie behoorden. Formeel had hij deze gebieden slechts in een personele unie geregeerd. Op 6 augustus 1806 deed hij afstand van de (inmiddels lege) keizerstitel van het Heilige Roomse Rijk, mede uit de vrees dat Napoleon Bonaparte deze titel voor zich zou opeisen. Voortaan heette hij Frans I van Oostenrijk.

## Oostenrijk-Hongarije (1867-1918)
In 1867 kwam de Dubbelmonarchie tot stand. Voortaan heette het Habsburgse rijk: Oostenrijk-Hongarije. In 1867 werd de dubbelmonarchie letterlijk ontdubbeld: Cisleithanië of keizerrijk Oostenrijk versus Transleithanië of koninkrijk Hongarije. Een gemeenschappelijke aanwinst voor Oostenrijk-Hongarije was het gebied van Bosnië en Herzegovina. In 1907 werd in het Oostenrijkse deel van de Dubbelmonarchie het algemeen kiesrecht ingevoerd. Het stortte zich in 1914, na de moord op troonopvolger Frans Ferdinand en diens vrouw Sophie Chotek door de Bosnische nationalist Gavrilo Princip, in de Eerste Wereldoorlog en toen die werd verloren, viel de Dubbelmonarchie in november 1918 uit elkaar.

## Eerste Republiek
- Zie ook Republiek Duits-Oostenrijk 1918-1919
- Zie ook Eerste Oostenrijkse Republiek 1919-1934 en de Bondsstaat Oostenrijk 1934-1938

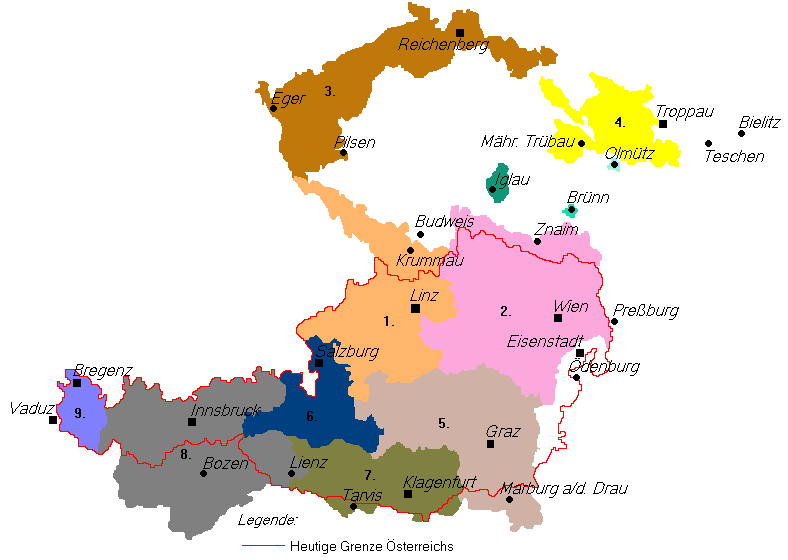
Het door Duits-Oostenrijk opgeëiste grondgebied (1914-1919)

De nieuwe coalitieregering van christelijk-socialen en sociaaldemocraten stond onder leiding van de energieke en gematigde sociaaldemocraat Karl Renner. Hij - en velen met hem - streefde naar de stichting van een "Groot-Duits Rijk" met Oostenrijk als onderdeel van Duitsland, om economische, niet om nationalistische redenen. Bij het vredesverdrag van Saint Germain werd het Oostenrijkse grondgebied gedecimeerd. De Entente wees een Anschluss (aaneensluiting) met Duitsland van de hand. Vanaf midden jaren twintig werd Oostenrijk geregeerd door de christelijk-socialen van bondskanselier mgr. Ignaz Seipel, terwijl Wenen in handen van de sociaaldemocraten bleef. Eind jaren twintig werd de semi-fascistische Heimwehr opgericht, een paramilitaire organisatie van rechts.
In 1931 werd dr. Engelbert Dollfuß, een christelijk-sociaal leider, bondskanselier. In zijn kabinet waren ook de Heimwehr en de Landbouwpartij opgenomen. Sinds 1933 regeerde Dollfuß als dictator. Om de onafhankelijkheid, die sinds 1933 (opkomst Hitler) ernstig door Duitsland werd bedreigd, te beschermen, verbond Dollfuß zich met het fascistische Italië van Mussolini. Op advies van Mussolini verbood Dollfuß de Oostenrijkse NSDAP (nazi's) en de sociaaldemocratische partij. In februari 1934 viel de Bundeswehr (leger), gesteund door de paramilitaire groepen de Weense arbeiderswijk aan om het socialisme te breken. Dit liep uit in een korte maar hevige burgeroorlog, die in het voordeel van de regering werd beslecht. Na het verslaan van de socialisten voerde Dollfuß een corporatieve grondwet in. In juli 1934 werd Dollfuß bij een mislukte nazi-staatsgreep vermoord. Zijn opvolger was Kurt von Schuschnigg. Von Schuschnigg voerde dezelfde politiek als Dollfuß. In 1936 kwam een tolunie met Duitsland tot stand.

## Anschluss
Zie ook Ostmark voor landkaart.
Duitsland verklaarde de soevereiniteit van Oostenrijk te respecteren, maar in februari 1938 werden bondskanselier Schuschnigg en zijn gevolg bij Hitler ontboden. Hitler dreigde met een militaire invasie, wanneer Oostenrijk zich niet vrijwillig zou aansluiten bij Duitsland. In eerste instantie zwichtte Schuschnigg niet voor de druk, maar op 11 maart 1938 trad Schuschnigg terug en werd de nationaalsocialist Arthur Seyss-Inquart bondskanselier. Deze stemde in met de Anschluss, die zich op 12 maart 1938 voltrok.
De grote meerderheid van de Oostenrijkers was voorstander van de aansluiting bij Duitsland. Toen Hitler Oostenrijk in 1938 bezocht, werd hij enthousiast onthaald door het Oostenrijkse volk. Na de Anschluss kreeg Oostenrijk de naam Ostmark en werd het niet meer dan een provincie van het Derde Rijk.

## Bezettingszone

De geallieerde bezettingszones in Oostenrijk

Na de Tweede Wereldoorlog werd Oostenrijk door de geallieerden bezet en evenals Duitsland in vier bezettingszones opgedeeld: een Britse, een Franse, een Amerikaanse en een Sovjet-Russische zone.

## Tweede Republiek
Daaraan kwam in 1955 middels het Oostenrijkse Staatsverdrag een einde, waarbij de Sovjet-Unie de voorwaarde stelde dat Oostenrijk zich voor altijd neutraal moest verklaren. Na de Tweede Wereldoorlog werd er nauwelijks meer gesproken over de Oostenrijkse medeschuld aan de misdaden van het nationaalsocialisme. De eerste naoorlogse bondskanselier was Karl Renner, die ook in 1918 kanselier was geweest. Spoedig werd deze bondspresident. Tot 1966 werd Oostenrijk geregeerd door coalities van de ÖVP (christendemocraten) en SPÖ (sociaaldemocraten, sinds 1957 niet meer marxistisch). Soms schoof de liberale FPÖ ook aan in een coalitie. In 1966 kwam er een christendemocratische eenheidsregering tot stand onder bondskanselier Josef Klaus, in 1970 gevolgd door een sociaaldemocratische eenheidsregering van bondskanselier Bruno Kreisky. Deze laatste streefde naar een socialistische welvaartsstaat naar Zweeds model. Vanaf de jaren tachtig tot 1999 werd Oostenrijk weer geregeerd door christendemocratische/sociaaldemocratische coalities. De verkiezing van Kurt Waldheim tot president in 1986 leidde ertoe, dat het tot op dat moment verdrongen nazi-verleden van het land alsnog in het openbaar werd besproken. In 1999 won de FPÖ de verkiezingen. De FPÖ werd sinds het begin van haar oprichting in de jaren vijftig overspoeld door oud-nazi's en extreemrechtse lieden. Partijleider van de FPÖ en tevens gouverneur van Karinthië, Jörg Haider zorgde ervoor dat de FPÖ een coalitie met de ÖVP van Wolfgang Schüssel vormde (februari 2000).

## Toetreding tot de Europese Unie
Neutraliteit speelt een hoofdrol in de Oostenrijkse buitenlandse politiek. Het land werd op 1 januari 1995 lid van de Europese Unie en gebruikt sinds 1 januari 2002 de euro als betaalmiddel.
In 2015 kwam Oostenrijk internationaal in de kijker als draaischijf in de Europese vluchtelingencrisis. In 2019 viel het Kabinet-Kurz I na het Ibiza-schandaal. De Oostenrijkse parlementsverkiezingen 2019 werden opnieuw gewonnen door Sebastian Kurz.
De wereldwijde coronapandemie trof ook Oostenrijk in 2020 en zorgde ervoor dat de werkloosheid in april 2020 opliep tot 588.000 mensen. De economie leed grote verliezen en kende in de loop van het jaar de ergste inzinking sinds de Tweede Wereldoorlog.

## Staatshoofden
- Lijst van heersers van Oostenrijk
- Lijst van bondspresidenten van Oostenrijk, 1e en 2e Republiek

Geschiedenis van:
Albanië · Andorra · Azerbeidzjan · België (Vlaanderen, Wallonië) · Bosnië en Herzegovina · Bulgarije · Denemarken · Duitsland · Estland · Faeröer · Finland · Frankrijk (Bretagne, Corsica) · Georgië · Griekenland · Hongarije · Ierland · Italië (Sicilië) · Kosovo · Kroatië · Letland · Liechtenstein · Litouwen · Luxemburg · Malta · Moldavië · Monaco · Montenegro · Nederland · Noord-Macedonië · Noorwegen · Oekraïne · Oostenrijk · Polen · Portugal · Roemenië · Rusland (Tsjetsjenië) · San Marino · Servië · Slovenië · Slowakije · Spanje (Catalonië, Galicië) · Tsjechië · Turkije · Vaticaanstad · Verenigd Koninkrijk (Engeland, Schotland, Wales, Noord-Ierland) · Wit-Rusland · IJsland · Zweden · Zwitserland
Balkan · Britse Eilanden · Kaukasus · Lage Landen · Oost-Europa · Scandinavië